# Belizes riksvapen
Belizes riksvapen består av en sköld flankerad av två arbetare framför ett mahognyträd. På vapenskölden visas snickarverktyg och en segelbåt. Träindustrin har varit landets mest betydande inkomstkälla. Under skölden finns en banderoll med Belizes nationella valspråk Sub umbra floreo (Jag blommar i skuggan). Riksvapnet är utformat efter ett sigill från 1800-talet. Allt är omgivet av en grön bladranka med 50 blad, som symboliserar året 1950, då landets frigörelse inleddes; landet hette tidigare Brittiska Honduras och var en brittisk koloni.
Riksvapnet finns centrerat på Belizes flagga.